# おおぐま座h星
おおぐま座h星（おおぐまざhせい、h Ursae Majoris、h UMa）或いはおおぐま座23番星は、おおぐま座の方向に太陽から約77.7光年の距離にある、実視連星とみられる恒星である。おおぐま座h星は、見かけの等級が3.65と肉眼でみえる明るさである。

## 特徴
おおぐま座h星は、F型の準巨星とみられ、スペクトル型はF0 IVに分類されている。質量は太陽の約1.9倍、半径は太陽の約2.9倍、光球面の有効温度は約6,651 Kで、光度は太陽の約15倍と推定される。年齢は、およそ13億年とみられる。
おおぐま座h星は、デンマークの天文学者ラウによって、光度変化が報告された。ラウは、短時間で3.3等から3.8等まで変化するとしたが、これは肉眼観測では誤差でもあり得るものだとされた。後に、変光範囲は3.65等から3.68等までと制限されたが、これも複数観測者間の系統誤差の可能性があり、変光星として確定していない。変光星総合カタログでも、新しい変光星候補としての収録に止まっている。

## 星系
おおぐま座h星は、西に23秒角離れた位置に9等星がみえる。ヴィルヘルム・シュトルーヴェの重星観測で記録されて以降、おおぐま座h星は二重星として扱われている。この9等星は、おおぐま座h星と物理的に結び付いた、真の連星であろうと考えられている。連星だとすれば、伴星は等級差からしてK型主系列星と推測され、離角から連星間距離は530 au以上、軌道周期は7,900年以上になると見積もられる。
重星カタログではもう一つ、南西におよそ100秒角離れた11等星も収録されているが、こちらは見かけだけの関係である。

## 名称
アラビアではおおぐま座h星は、おおぐま座θ星、おおぐま座τ星、おおぐま座υ星、おおぐま座φ星、おおぐま座e星、おおぐま座f星と共に、送葬者の王を意味するSarīr Banāt al-Na'ash、あるいは泉を意味するAl Ḥauḍというアステリズムを表すとされる。ジェット推進研究所の技術報告に掲載された星表“A Reduced Star Catalog Containing 537 Named Stars”では、Alhaudという固有名が7つの恒星に付与され、おおぐま座h星はAlhaud IVとなっている。
中国ではおおぐま座h星は、天皇の階段を意味する內階（拼音: Nèi Jiē）という星官を、おおぐま座ο星、おおぐま座16番星、おおぐま座6番星、おおぐま座b星、おおぐま座17番星と共に形成する。おおぐま座h星自身は、內階四（拼音: Nèi Jiē sì）すなわち内階の4番星と呼ばれる。